# Albrecht av Österrike-Teschen
Albrecht Friedrich Rudolf av Österrike, född 3 augusti 1817 och död 18 februari 1895, var ärkehertig av Österrike.
Han var äldste son till ärkehertig Karl av Österrike-Teschen och prinsessan Henriette av Nassau-Weilburg. Albrecht blev 1845 kommenderande general i Österrike och Salzburg, men nödgades efter marsrevolutionen 1848 i Wien nedlägga sitt befäl. Han kämpade senare med utmärkelse under Josef Wenzel Radetzky von Radetz vid Novara.
Som befälhavare över den österrikiska armén i Italien under 1866 års krig segrade Albrecht vid Custozza och övertog efter Ludwig von Benedeks nederlag vid Königgrätz överbefälet. Albrecht omorganiserade den österrikiska hären efter kriget.
Han gifte sig i München 1844 med Hildegard av Bayern (1825-1864) , dotter till Ludvig I av Bayern.
1885 utnämndes han till riddare av Serafimerorden.

## Barn
- Maria Theresia (1845-1927) , gift med Philipp av Württemberg
- Karl Albrecht (1847-1848)
- Mathilde (1849-1867), omkom i eldsvåda, då hon försökte dölja en brinnande cigarett för sin far.

## Utmärkelser
- Riddare av Gyllene skinnets orden,  1830
- Kommendör av Vilhelms militärorden,  27 juni 1856[10]
- Storkors av Leopoldorden,  1 augusti 1856
- Järnkorset,  1914
- Vita örnens orden
- Vita falkens orden
- Nassauska Gyllene lejonets orden
- Riddare med storkors av Maria-Teresiaorden
- Hessiska Ludvigsorden
- Württembergska kronorden
- Guelferorden
- Max-Josefsorden
- Sankt Hubertusorden
- Kungliga Serafimerorden
- Torn- och svärdorden
- Södra korsets orden
- Osmanié-orden
- Elefantorden
- Toskanska Sankt Josefsorden
- Annunziataorden
- Sankt Ferdinands Förtjänstorden
- Sankt Annas orden, första klass
- Badiska husorden Fidelitas
- Georgsorden, första klass
- Sankt Vladimirs orden, första klassen
- Frälsarens orden
- Gyllene skinnets orden
- Militärförtjänstkorset 1:a klass
- Georgsorden, tredje klass
- Georgsorden, fjärde klass
- Andreasorden
- Rutkroneorden
- Maria-Teresiaorden
- Militärförtjänstkorset
- Pour le Mérite
- Hohenzollerska husorden
- Sankt Stefansorden
- Röda örns orden
- Storkors av Hederslegionen
- Svarta örns orden
- Riddare av Sankt Alexander Nevskij-orden

[Redigera Wikidata]